# Thomas de Beauchamp (12e comte de Warwick)
Pour les articles homonymes, voir Thomas de Beauchamp et Beauchamp.
Thomas (de) Beauchamp (16 mars 1338–8 avril 1401), 12e comte de Warwick, est un noble anglais et l'un des principaux opposants à Richard II d'Angleterre.

## Biographie
Il est le fils de Thomas de Beauchamp, 11e comte de Warwick, et de son épouse Catherine Mortimer, fille de Roger Mortimer, 1er comte de March.
Il succède à son père en 1369 et accompagne Jean de Gand dans ses campagnes en France en 1373, et il est fait chevalier de la Jarretière vers cette date. Lors des parlements de 1376 et 1377, il fait partie des personnes nommées pour superviser le gouvernement de Richard II. Il dirige un large contingent de soldats et d'archers lors de la campagne écossaise de Richard II en 1385.
En 1387, il est l'un des Lords Appellant qui veillent à séparer le roi Richard de ses favoris. Une fois Richard de retour au pouvoir, Beauchamp se retire sur ses terres, mais il est accusé de haute trahison en 1397 : il aurait participé à la conspiration supposée du comte d'Arundel. Il est emprisonné dans la Tour de Londres, dans ce qui est maintenant connu comme la « tour Beauchamp ». Jugé coupable, il se retrouve à la merci du roi Richard II, qui lui confisque ses titres et propriétés et le condamne à l'emprisonnement à vie sur l'île de Man. Il est toutefois ramené à la Tour de Londres l'année suivante.
Après la déposition de Richard II et l'avènement d'Henri Bolingbroke, Beauchamp est libéré en août 1399 et retrouve ses titres et propriétés. Il est parmi ceux qui accompagnent le nouveau roi au-devant de la rébellion de 1400. Il meurt l'année suivante, et son fils Richard, issu de son mariage avec Margaret Ferrers (fille de William Ferrers de Grosby, 1333-1371), lui succède.

## Armoiries
Selon l'Armorial de Gelre (Folio 56v, Thomas de Beauchamp, Comte de Warwick), son blason prenait la forme suivante :
| Figure | Blasonnement |
|        | De gueules, à la fasce d'or, accompagnée de six croisettes recroisetées d'or. Cimier : Une tête de cygne, becqué de gueules, issante d'une couronne de gueules. |